# Mesospinidium panamense
Mesospinidium panamense är en orkidéart som beskrevs av Leslie Andrew Garay. Mesospinidium panamense ingår i släktet Mesospinidium och familjen orkidéer.
Artens utbredningsområde är Panamá. Inga underarter finns listade i Catalogue of Life.